# Felicia Taylor
Felicia Taylor (* 1951 in Barbados) ist eine Gospel-Sängerin.

## Leben
Taylor wuchs auf Barbados auf. Ihre gläubige Mutter brachte ihr schon als Kind die Gospelmusik näher. So kam es, dass sie bereits als Vierjährige im örtlichen Radio Werbespots einsang. Mit zehn Jahren zog die Familie nach London, wo Taylor ihren ersten eigenen Chor gründete. Hier lernte sie auch ihren späteren Ehemann Ken Taylor kennen. In den 1970er Jahren zog sie mit ihm nach Deutschland. Hier etablierte sie ihre Idee, namhafte Stars mit einem Gospel-Chor zu begleiten. Auf diesem Wege kam es zu Auftritten mit Paul Anka, Elton John oder Robert Palmer. Mitte der 1980er Jahre trat sie gemeinsam mit Stephan Remmler bei dessen Song Vogel der Nacht auf, bei dem ihr Mann Ken Taylor Bass spielte.
Als 1995 Michael Jackson live im ZDF bei Wetten, dass..? auftrat, war es Felicia Taylor, die ihn bei seinem Earth Song mit ihrem Gospel-Chor begleitete. 
2004 gewann sie den Gospel-Award in Deutschland mit ihrer Eigenkomposition Celebration, die sie auch bei einer Audienz bei Papst Franziskus im Jahr 2018 sang. Sie engagiert sich für die Hannelore-Kohl-Stiftung, World Vision, die Deutsche Hungerhilfe und seit vielen Jahren für Kinder in Tansania. Mit letzteren produzierte sie zusammen mit ihrem Mann eine Wohltätigkeits-CD, an der sich u. a. Peter Maffay, Udo Lindenberg, Stephan Remmler und Stefanie Heinzmann mit Gastbeiträgen beteiligten.
Felicia Taylor lebt mit ihrem Mann in Frankfurt am Main.